# Стефан Витковић
Стефан Витковић (друга половина ХVII вијека, Мостаћи, Требиње − 24. август 1753. Березовац. Русија) је био официр српског порекла у руској војсци.

## Биографија
Рано је остао без родитеља, па га је у своју кућу примила породица Стевана Пишчевића, граничног официра у Шиду. Као поручник је 1724. ступио у службу руског цара Петра Великог. У Русији је био под патронатом угледне грофовске породице Владиславић. поријеклом из Херцеговине. Као официр Српског хусарског пука истакао се у борбама у Персији и против Пољака и Татара. Око 1740. постао је бригадир Српског хусарског пука. Био је ожењен племкињом Теодором Николајевном из Смоленска.